# Bellmont, New York
Există un sat (în engleză village), numit Belmont (sat), New York situat în comitatul Allegany.
Bellmont este o localitate încorporată cu statutul de târg (în engleză town) din comitatul Franklin, statul New York, Statele Unite ale Americii.
Localitatea se găsește la marginea estică a comitatului, respectiv la sud-est de satul Malone. Populația târgului fusese de 1.434 de locuitori la data recensământului din anul 2010. Târgul este numit după William Bell, unul dintre cei mai însemnați deținători timpurii de terenuri din istoria localității.